# Montipora capitata
Montipora capitata är en korallart som beskrevs av James Dwight Dana 1846. Montipora capitata ingår i släktet Montipora och familjen Acroporidae. IUCN kategoriserar arten globalt som nära hotad. Inga underarter finns listade i Catalogue of Life.